# 임상신경심리학
임상신경심리학은 뇌-행동 관계의 응용 과학과 관련된 심리학의 하위 분야이다. 임상 신경심리학자들은 신경학적, 의학적, 신경발달 및 정신과적 질환뿐만 아니라 기타 인지 및 학습 장애가 있는 환자의 수명 전반에 걸쳐 평가, 진단, 치료 및 재활에 이러한 지식을 사용한다. 어린이와 청소년과 관련된 신경심리학의 한 분야는 소아 신경심리학이다.
임상신경심리학은 임상심리학의 전문화된 형태이다. 임상 신경 심리학 내에서 치료 및 연구의 초점으로 증거를 유지하기 위해 엄격한 규칙이 마련되어 있다. 신경정신병리학의 평가와 재활은 임상 신경심리학자의 초점이다. 임상 신경심리학자는 환자에게 최선의 도움을 주기 위해 어떤 조치를 취해야 하는지 결정하기 위해 환자 면담을 통해 증상이 머리 손상으로 인해 발생할 수 있는지 여부를 판단할 수 있어야 한다. 임상 신경 심리학자의 또 다른 임무는 뇌 이상과 가능한 상관 관계를 찾는 것이다. 연구와 치료 모두에서 증거 기반 실습은 적절한 임상 신경 심리학 실습에 가장 중요하다.
평가는 주로 신경심리검사를 통해 이루어지지만 환자 병력, 정성적 관찰도 포함되며 신경영상 및 기타 진단 의료 절차를 통해 얻은 결과를 활용할 수도 있다. 임상 신경심리학에는 신경해부학, 신경과학, 정신약리학, 신경 병리학에 대한 심층적인 지식이 필요하다.
임상신경심리학자가 일하는 곳을 고려할 때 병원은 실무자가 흔히 찾는 장소이다. 임상 신경심리학자가 병원에서 일할 수 있는 세 가지 주요 변형이 있다. 직원, 컨설턴트 또는 독립 실무자로서. 병원의 직원으로 일하는 임상 신경 심리학자로서 개인은 급여, 혜택을 받고 고용 계약을 체결할 수 있다. 병원 직원의 경우 병원은 법적, 재정적 책임을 진다. 컨설턴트로 일하는 두 번째 옵션은 임상 신경심리학자가 개인 진료소의 일부이거나 의사 그룹의 구성원임을 의미한다. 이 시나리오에서 임상 신경심리학자는 병원 직원처럼 병원에서 일할 수 있지만 모든 재정적, 법적 책임은 임상 신경심리학자가 속한 그룹에 있다. 세 번째 옵션은 독립적인 의사로서 혼자 일하며 병원 외부에 사무실을 두거나 병원 내 방을 임대할 수도 있다. 세 번째 경우, 임상 신경심리학자는 전적으로 스스로 재정적, 법적 책임을 진다.

## 같이 보기
- 이상심리학
- 신경심리검사
- 신경심리학